# Genea trifaria
Genea trifaria là một loài ruồi trong họ Tachinidae.